# Servins
Servins é uma comuna francesa na região administrativa de Altos da França, no departamento de Pas-de-Calais. Estende-se por uma área de 6,36 km². Em 2010 a comuna tinha 1 125 habitantes (densidade: 176,9 hab./km²).